# Сантисима Тринита (Виченца)
Сантисима Тринита је насеље у Италији у округу Виченца, региону Венето.
Према процени из 2011. у насељу је живело 87 становника. Насеље се налази на надморској висини од 218 м.